# 桑尼嶺
87°0′S 154°26′W / 87.000°S 154.433°W
桑尼嶺（英語：Sunny Ridge），是南極洲的山嶺，位於阿蒙森海岸，處於威弗山西端，長1.9公里，在1962年11月由俄亥俄州立大學地質學會測量，現時由南極條約體系管理。